# Hajtók dala
A Hajtók dala a  magyar Hobo Blues Band blueszenekar második válogatásalbuma 1985-ből

## Számok
1. Oly sokáig voltunk lenn – 3:25
2. Ülni, állni, ölni, halni – 3:23
3. 45-ös blues – 6:36
4. Nem hallod, üvöltök lenn a mocskos utcán
5. Országos blues (azaz Országút blues, Fekete bárány blues, Moszkva tér blues)
6. Másik Magyarország – 5:06
7. Operett – 3:17
8. Enyém, tiéd, miénk – 3:03
9. Hajtók dala – 3:42
10. Mesél az erdő – 6:14
11. A fattyú reménytelen szerelme és halála – 3:44
12. Halj meg, és nagy leszel!
13. Gazember
14. Blues Jim Morissonnak
15. Torta
16. Közép-európai hobo blues II. – 3:48
17. Túl ennyi mindenen

## Közreműködők
- Gyenge Lajos – dob
- Földes László – ének
- Hárs Viktor – basszusgitár, nagybőgő, vokál
- Nagy Szabolcs – billentyűs hangszerek, vokál
- Fehér Géza – gitár
- Besenyei Csaba – szájharmonika
- Monori Gabriella – vokál
- Tomsits Rudolf – trombita